# تریسترام کری
تریسترام کِری (انگلیسی: Tristram Cary؛ ۱۴ مهٔ ۱۹۲۵ – ۲۴ آوریل ۲۰۰۸) آهنگساز و رهبر ارکستر پیشگام انگلیسی-استرالیایی بود. او مدرس و منتقد موسیقی هم بود.
از فیلم‌ها یا مجموعه‌های تلویزیونی که وی در آن‌ها نقش داشته است، می‌توان به قاتلین پیرزن و سرود کریسمس اشاره نمود.